# کشتار بوستون
کشتار بوستون، که در بریتانیا به آن حادثه در خیابان کینگ می‌گفتند، یک درگیری در ۵ مارس ۱۷۷۰ بود که در آن سربازان بریتانیایی در حالی که توسط اوباش بوستون مورد آزار قرار گرفته بودند، به چندین نفر شلیک کردند و تعدادی را به قتل رساندند. این رویداد به دستاویزی برای میهن‌پرستان پیشرو مانند پل ریور و ساموئل آدامز بدل گشت. نیروهای انگلیسی از سال ۱۷۶۸ به منظور حمایت از مقامات منتصب در استان ماساچوست و اجرای قانون نامحبوب پارلمان، مستقر شده بودند.
در میان این تنش‌ها میان شهروندان و سربازان، یکی از اوباش نزدیک یکی از نگهبانان انگلیسی رفت و به صورت شفاهی شروع به خوار کردن و تحریک او کرد. او در نهایت توسط هشت سرباز دیگری که اضافه شدند تحت حمایت قرار گرفت اما با چماق، سنگ و گلوله‌های برفی به آن‌ها حمله شد. آنها بدون دستور به سمت مردم شلیک کردند و بلافاصله سه نفر کشته و عده‌ای زخمی شدند که دو نفر بعداً بر اثر جراحت‌ها درگذشتند.
سرانجام جمعیت پس از آنکه فرماندار وقت، توماس هاچینسون، وعده داد در این‌باره تحقیق نماید، پراکنده شدند، امّا آن‌ها روز بعد مجدداً جمع شدند و نیروهای نظامی را به درون قلعه راندند. هشت سرباز، یک افسر و چهار غیرنظامی دستگیر گشته و به قتل متهم شدند و جان آدامز رئیس‌جمهور آینده از آن‌ها دفاع می‌کرد. شش سرباز تبرئه شد. دو نفر دیگر به جرم قتل عمد محکوم شدند و احکام کمتر دیگری صادر شد. کسانی که به جرم قتل عمد شناخته شده بودند، محکوم به علامت‌گذاری بر روی دستان‌شان شدند.
با این وجود گزارش‌ها و تبلیغات از جمله نقاشی حکاکی شده توسط پل ریوایر (در سمت چپ) تنش‌ها را در مستعمرات سیزده‌گانه شدت بخشید.

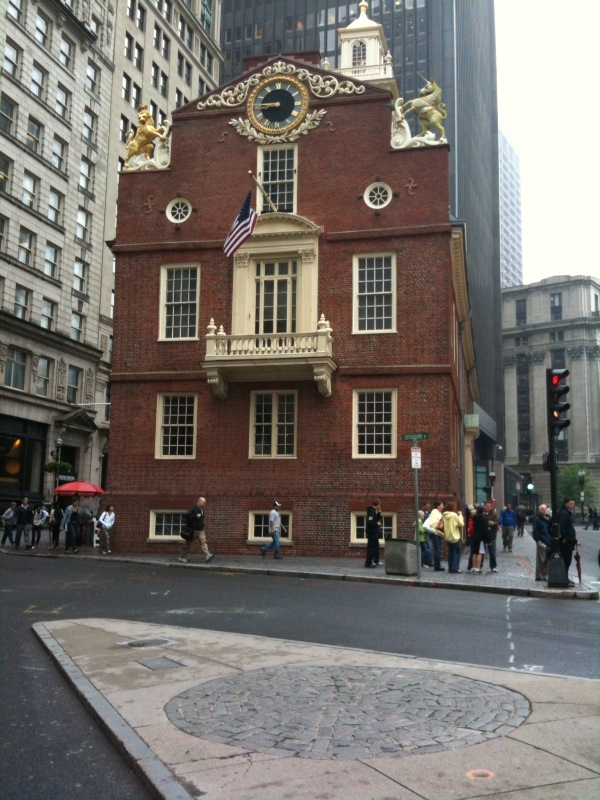
نمای خانهٔ دولت سابق در بوستون، ماساچوست؛ کرسی دولت استعماری انگلیس از ۱۷۱۳ تا ۱۷۷۶. کشتار بوستون در جلوی بالکن اتفاق افتاد و هم‌اکنون این مکان توسط یک دایره سنگ‌فرش سنگی در میدان مشخص شده‌است (عکس ۲۰۰۹).

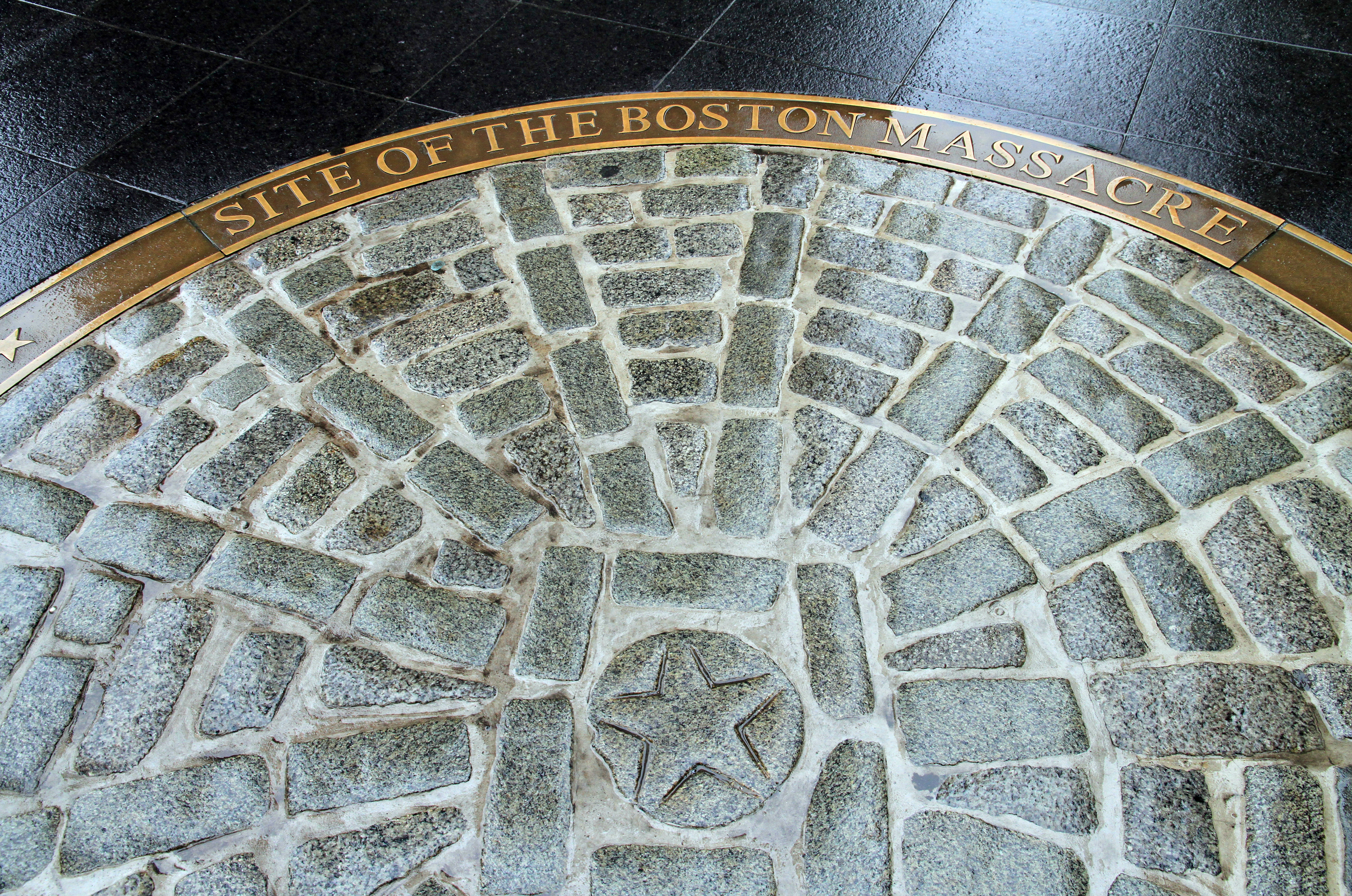
مکان کشتار.